# الأردن في الألعاب الآسيوية الشتوية 2011
شارك الأردن في دورة الألعاب الآسيوية الشتوية لعام 2011 في ألماتي وأستانا، كازاخستان في الفترة من 30 يناير 2011 إلى 6 فبراير 2011. اختارت اللجنة الأولمبية الأردنية فريقاً مكون من لاعبين ذكور. كان من المقرر أن يرسل الأردن 3 رياضيين، لكن أحدهم انسحب بسبب الإصابة.

## التزلج على جبال الألب
رجال
- خالد بدر الدين
- رجا بدر الدين - تزلج حر.

## تزحلق حر
- لين بدر الدين
- رجا بدر الدين - أيضا التزلج على جبال الألب.

1. ↑  Jordan to take part in alpine and freestyle[وصلة مكسورة] نسخة محفوظة 16 مارس 2012 على موقع واي باك مشين.